# 진입 억제제
융합 억제제로도 알려진 진입 억제제는 수용체를 차단하는 방식으로 바이러스가 세포로 들어가는 것을 방지하는 항 바이러스 약물의 한 종류이다. 진입 억제제는 HIV 및 D 형 간염과 같은 질병을 치료하는 데 사용된다.

## HIV 진입

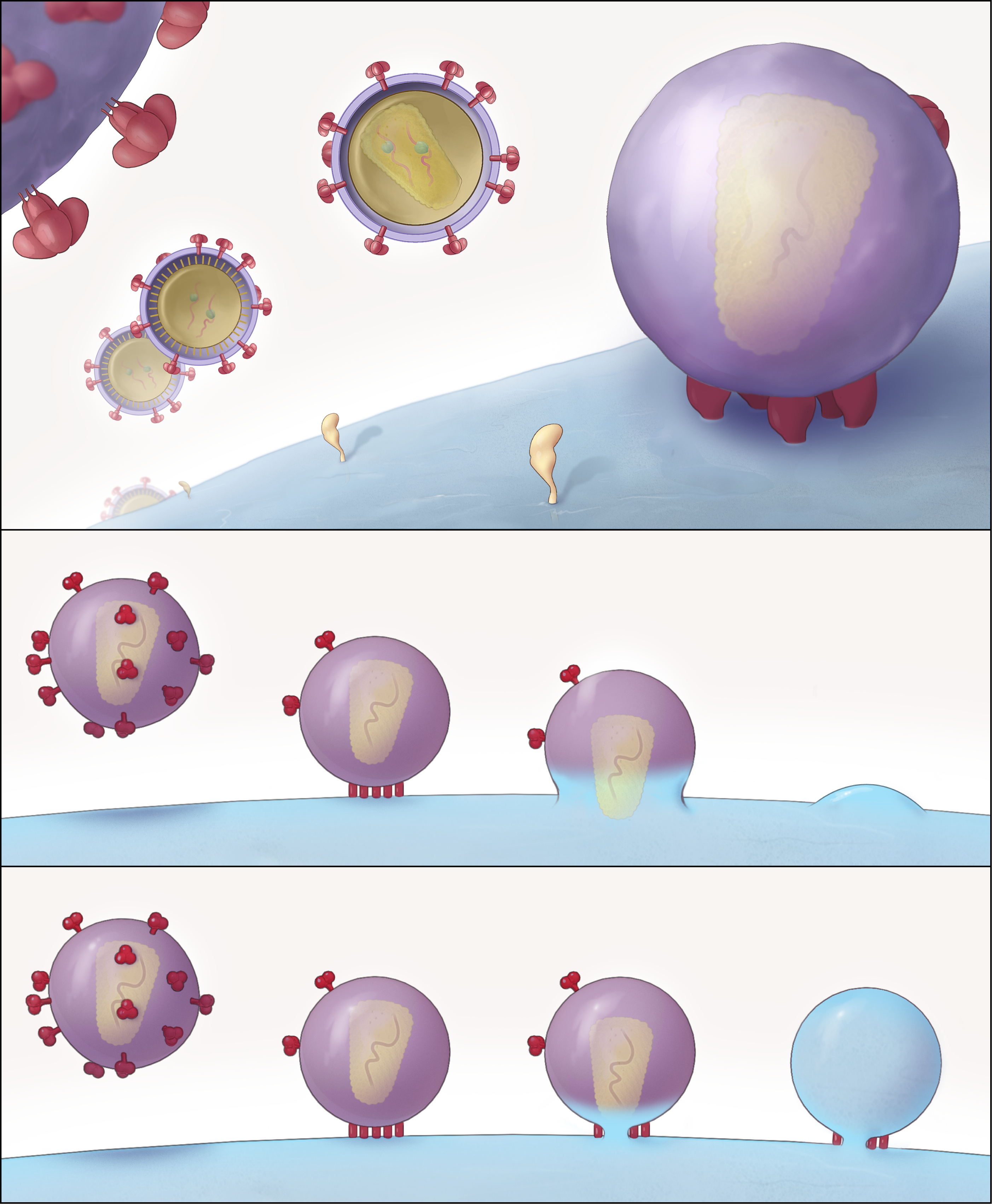
HIV 비리온이 인간의 CD4+ 세포와 결합하고 있다. 아래의 두 개의 그림은 HIV가 세포와 융합하는 두 가지 제안된 모델을 묘사한다.

진입 억제제 HIV 감염 치료를 위한 병용 요법에 사용된다. 이 종류의 약물은 HIV 바이러스가 인간 세포에 결합, 융합 및 진입하는 것을 방해한다. HIV의 복제 주기에서이 단계를 차단함으로써 이러한 물질은 HIV 감염에서 AIDS로의 진행을 늦춘다.

#### 단백질
HIV 진입 과정에는 몇 가지 주요 단백질이 있다.
- CD4, 인간 면역 체계의 도움 T 세포 표면에서 발견되는 단백질 수용체. 이 때문에 도움 T 세포를 CD4 + T 세포라고도 함
- gp120, CD4 수용체에 결합하는 HIV 표면의 단백질
- CCR5, CD4 + 세포 및 대식세포의 표면에서 발견되는 두 번째 수용체, 케모카인 공동 수용체라고 함
- CD4 + 세포에서 발견되는 또 다른 케모카인 공동 수용체인 CXCR4
- gp120과 밀접하게 연관된 HIV 단백질인 gp41은 세포막을 관통한다.

#### 바인딩, 융합, 진입 순서
인간 세포에 HIV가 들어가려면 다음 단계가 순서대로 필요하다. 진입 억제제는 아래 과정의 한 측면을 방해함으로써 작동한다.
- HIV 표면 단백질 gp120과 CD4 수용체의 결합
- 공동 수용체에 대한 친화력을 증가시키고 gp41을 노출시키는 gp120의 구조적 변화
- CCR5 또는 CXCR4의 공동 수용체에 대한 gp120의 결합
- gp41에 의한 세포막의 침투는 HIV와 T 세포의 막을 근접시키고 융합을 촉진한다.
- 바이러스 코어가 세포로 침투

## 승인된 약제
- 마라비록은 CCR5에 결합하여 gp120과의 상호 작용을 방지한다. 또한 "케모카인 수용체 길항제"또는 "CCR5 억제제"라고도한다.[2]
- 엔푸빌타이드는 gp41에 결합하여 두 세포막을 가깝게 하는 능력을 방해한다. "융합 억제제"라고도한다.
- 포스템사비르는 gp120과 결합하여 CD4와 gp120의 상호 작용을 방해하는 부착 억제제이다.